# Houchenée
Houchenée  est un hameau de la commune belge d'Anthisnes en province de Liège.
Avant la fusion des communes, le hameau faisait partie de la commune de Tavier.

## Situation
Ce petit hameau condrusien se situe à l'ouest de la commune d'Anthisnes entre les villages de Tavier et de Fraiture (dans la commune de Tinlot). Il se trouve sur un tige à une altitude de 230 m offrant une belle vue sur la campagne avoisinante.

## Description et patrimoine
Dans un environnement de prairies et de terres cultivées, ce petit hameau de caractère rassemble ses anciennes fermettes dans un espace assez restreint ouvert sur de petites cours.

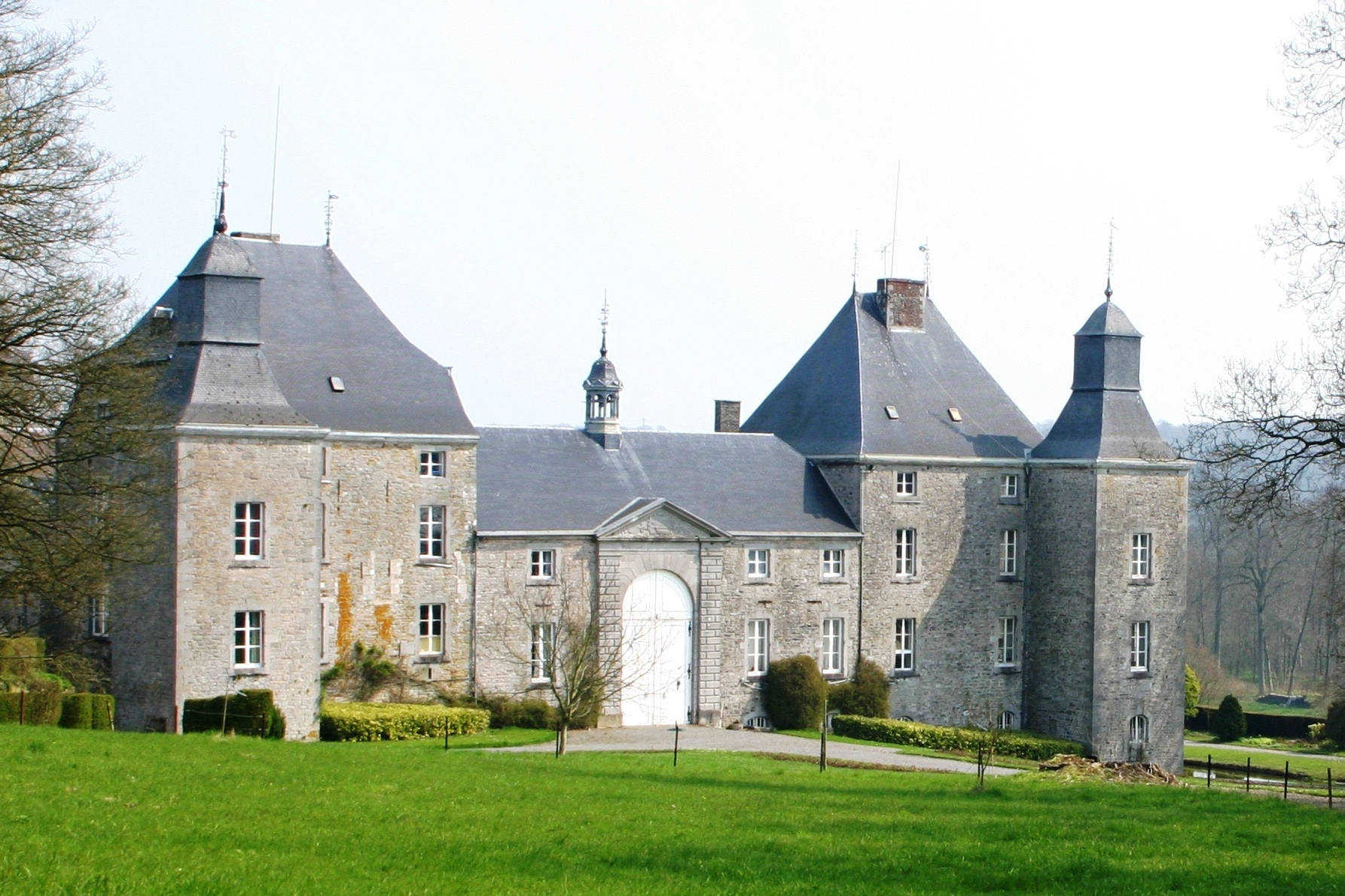
Château de Houchenée

À l'ouest du hameau (en direction de Fraiture), se trouve le château-ferme de Houchenée. Il a été construit au XVIe siècle et au XVIIIe siècle en pierre calcaire. Les deux angles du côté ouest sont complétés par d'imposantes tours carrées. La toiture est en ardoises. Son parc compte plusieurs essences végétales rares sous de telles latitudes comme des tulipiers, des cèdres et des rhododendrons. Le château et le parc ne se visitent pas.
À l'est du hameau (en direction de Tavier), est située la ferme de Rapion, une vieille ferme en U bâtie en pierre calcaire et en grès dont l'origine remonterait au XVIIe siècle. Cette austère bâtisse comprend un porche d'entrée en anse de panier constitué de briques. Les bâtiments actuels datent de la fin du XVIIIe siècle et du XIXe siècle.